# Hilara rufipes
Hilara rufipes är en tvåvingeart som beskrevs av Macquart 1827. Hilara rufipes ingår i släktet Hilara och familjen dansflugor.
Artens utbredningsområde är Frankrike. Inga underarter finns listade i Catalogue of Life.